# François Bréda
François Bréda (Bréda Ferenc; Deva, 20 febbraio 1956 – Cluj-Napoca, 16 maggio 2018) è stato un saggista, poeta, critico letterario, traduttore e drammaturgo rumeno, membro dell’Unione degli Scrittori di Romania.

## Biografia
Terminato il liceo a Deva, si iscrive alla Facoltà di Filologia dell'Università "Babeș-Bolyai" di Cluj-Napoca, sezione ungherese-francese. Tra il 1977 e il 1979 è redattore responsabile delle pagine in lingua ungherese della rivista culturale studentesca Echinox, fondata da Ion Pop, Marian Papahagi, Eugen Uricaru e Ion Vartic. Nel 1979 organizza a Cluj-Napoca il primo incontro del filosofo Constantin Noica con i membri della rivista. Tra il 1977 e il 1984 è membro del cenacolo letterario Gábor Gaál di Cluj-Napoca. Nel 1979 è nominato professore presso la Scuola Generale di Huedin. Dal 1979 al 1984 è redattore responsabile delle pagine in lingua ungherese presso la rivista studentesca di cultura “Napoca-Universitară” di Cluj-Napoca. Nel 1984 frequenta un master presso l'università di Nantes e ottiene il diploma di Studi Approfonditi con la specializzazione in letteratura francese e comparata. Dal 1984 al 1991 insegna lingua e letteratura francese ad Angers, Cholet, Saint-Macaire-en-Mauge, in diverse località dell'île-de-France (Faremoutiers, Pontault-Combault, Coulommiers, Saint-Maur-des-Fossés) ed è dottorando presso l'Università di Angers, svolgendo ricerche sulla storia della letteratura francese nel XX secolo sotto la guida del professore Georges Cesbron. Nel 1990 diventa segretario di redazione presso la rivista culturale Jelenlét di Cluj-Napoca e redattore presso la filiale clujeana della casa editrice Kriterion di Bucarest. Dal 1991 al 1994 è professore di lingua francese presso il Liceo “Sámuel Brassai” di Cluj-Napoca e coordinatore del cenacolo letterario György Bretter di Cluj-Napoca. Nel 1994 diviene lettore presso la cattedra di Teatro della Facoltà di Lettere di Cluj-Napoca. Tra il 1991 e il 1996 è redattore responsabile delle pagine francofone della rivista Echinox. Ottiene nel frattempo, nel 1999, il titolo di dottore in scienze filologiche presso l'Università "Babeș-Bolyai", con una tesi intitolata La critique littéraire et dramatique de Gabriel Marcel, coordinata dal professor Mircea Muthu. A partire dal 2007 è membro fondatore e coordinatore delle serate letterarie “Insomnia” di Cluj-Napoca, che svolgono la loro attività sotto l'egida dell'Unione degli Scrittori di Romania.

## Opere principali
- Ființă și Teatru. Saggio. Editore di libri Dacia, col. Teatru, Cluj-Napoca, 2003. ISBN 973-35-1705-4 (RO)
- Scrisori despre comicul existențial. Saggio. Editore di libri Grinta, Cluj-Napoca, 2006. ISBN 973-7651-44-8 (RO)
- Oglinda Ochiului. Speculum spectationis (Lo specchio della Eye). Saggio. Editore di libri Eikon - Editore di libri Remus, Cluj-Napoca, 2010. ISBN 978-973-757-338-4 ISBN 978-973-7915-18-4 (RO)
- La critique littéraire et dramatique de Gabriel Marcel. Studi di letteratura. Editore di libri Grinta, Cluj-Napoca, 2004. Cf. Association Présence de Gabriel Marcel . (FR)  2004. ISBN 973-7924-48-7 (FR)
- Déclin et Déclic. Saggio. Editura Remus, Cluj-Napoca, 2004. ISBN 973-7915-00-3 (FR)
- A létezéstől a lehetőségig. Saggio. Editore di libri Kriterion, col. Forrás, Bucarest, 1980. (HU)
- Tűzpróba. Poesie. Editore di libri Kriterion, Bucarest, 1984. (HU)
- Mentális Tárgyak Múzeum. Editore di libri Matthias Studio Paper, Cluj-Napoca, 1998. (HU)
- Antracit. Saggio. Editore di libri Erdélyi Híradó/ Előretolt Helyőrség, Cluj-Napoca, 2002. (HU)
- Golania Magna. Critica letteraria. Editore di libri Grinta, Cluj-Napoca, 2005. (HU)
- Mysterium Mythologiae. Saggio. Editore di libri Grinta, Cluj-Napoca, 2005. (HU)
- Nemo. Poesie. Editore di libri AB-ART, Bratislava, 2004. (HU)
- Az elszállt szitakötő. Romanzo. Editore di libri AB-ART, Bratislava, 2005. (HU)
- Diva Deva. Saggio. Editore di libri Grinta, Cluj-Napoca, 2006. ISBN 973-7651-65-0 ISBN 978-973-7651-65-5 (HU)
- Golania Magna Secunda. Critica letteraria. Editore di libri Irodalmi Jelen Könyvek, Arad, 2007. ISBN 978-973-7648-11-2 (HU)
- De amore. Saggio. Editore di libri AB-ART, Bratislava, 2008. (HU)
- Boldogok és Bolondok. Saggio. Editore di libri AB-ART, Bratislava, 2008. (HU)
- Lali Lakomái. Romanzo. Editore di libri AB-ART, Bratislava, 2008. (HU)
- Apolló apológiái. Aforismi. Editore di libri AB-ART, Bratislava, 2009. (HU)
- Angyal a Monostoron. Romanzo. Editore di libri Erdélyi Híradó Kiadó, Előretolt Helyőrség Szépirodalmi Páholy, Előretolt Helyőrség Könyvek. Kolozsvár, 2012. ISBN 9786068118246 (HU)
- De amore. Az emberi psziché Galaktikus Gáláiról, Sikamlós Skáláiról & Gáláns Galádságairól. Saggio. Editore di libri Orpheusz Kiadó, Budapest, 2016. ISBN 9789639809673 (HU)
- Levelek az Utókornak. Theatrvm Temporis. Saggio. Editore di libri Erdélyi Híradó Kiadó, Kolozsvár, 2017. ISBN 9786068118475 (HU)
- Cercetare în Cer. Saggio. Editore di libri Școala Ardeleană, Cluj-Napoca, 2017. ISBN 9786067971743 (RO)
- Genivs loci. Saggio. Editore di libri Școala Ardeleană kk., Kolozsvár, 2017. ISBN 9786067971668 (FR, RO)
- Bab és Babér. Theatrum epicum. (Fagioli e Allori). Romanzo. Editore di libri Irodalmi Jelen Könyvek, Arad, 2017. ISBN 9789737926128 (HU)

### Antologie
- Kimaradt Szó. Fiatal költők antológiája (Un'antologia di giovani poeti). Cf. Bréda Ferenc, pp. 38–49., Editore di libri Kriterion, Bucarest, 1979. (HU)
- Ötödik évszak. Fiatal írók antológiája (Un'antologia di giovani scrittori). Editore Igaz Szó, Târgu Mureș, 1980. (HU)
- Un pahar cu lumină. Pohárnyi fény. Antologie bilingvă. Poeți contemporani clujeni / Kolozsvári kortárs költők antológiája (Anthologie des poètes de Cluj-Napoca). Textes réunis par Molnos Lajos. Cluj-Napoca, Editore di libri Tinivár, 2005. (RO, HU)
- Lumea fără mine. A világ nélkülem. Antologie bilingvă. Prozatori contemporani clujeni. Kolozsvári kortárs prózaírók antológiája (Anthologie des prosateurs de Cluj-Napoca). Textes réunis par Molnos Lajos. Cluj-Napoca, Editore di libri Tinivár, 2007. (RO, HU)

### Traduzione
- Jean Cocteau, (HU)  Emberi hang (La Voix Humaine). In: Napoca Universitară, 1-3/ 1981.
- Gabriel Marcel, (HU)  Omul problematic (L'homme problématique). Traducere de François Bréda și Ștefan Melancu (Texte traduit et annoté par François Bréda et Ștefan Melancu). Editore di libri Apostrof, coll. Filosofie contemporană, Cluj, 1998.
- Jehan Calvus (Chelu Ivan Péter), (HU)  Bumgártész. Texte traduit du roumain en hongrois par François Bréda. Editore di libri Kalligram, Bratislava, 2004.
- Gabriel Marcel, (RO)  Semnul Crucii (Le Signe de la Croix). Traducere de François Bréda și Radu Teampău (Texte traduit et annoté par François Bréda et Radu Teampău). Târgu Jiu, 1999.
- Christian Palustran, (RO)  Hăul (Abîmes). Texte traduit par François Bréda et Radu Teampău. Spectacle représenté au Théâtre d'État de Turda, 1998.

## Riferimenti critici
- Ovidiu Pecican, Ființã și Teatru. Teatrul de umbre al luminii. In: Tribuna, Cluj-Napoca, 69/ 2005., p. 7. (RO)
- Laura Pavel Teutișan, Teatru - farsă și adevăr? In: Contemporanul-Ideea europeană, Bucarest, XV., 8/ 2004. (RO)
- Mircea Arman, Scrisori despre comicul existențial. In: Jurnalul Literar, Bucarest, 1-2/ 2007, p. 23. (RO)
- Grațian Cormoș, Trãind în post-istorie, fãrã iluzii. In: Tribuna, Cluj-Napoca, 96/ 2006. (RO)
- Szőcs Géza, Ki vagy, Bréda? In: Igazság, Cluj-Napoca, Fellegvár, 1977. (HU)
- Vekerdi László, Bréda Ferenc, A létezéstől a lehetőségig. In: Valóság, Budapest, 1/ 1981. (HU)
- Szőcs István, Merengő - Mágus Déva vára. In: Helikon, Cluj-Napoca, 7. (477.)/ 2007. (HU)
- Szőcs István, Bréda Capytulációja avagy Szóból ért az ember ! In: Helikon, Cluj-Napoca, 18. (464.)/ 2006. (HU)
- Karácsonyi Zsolt, Nemo és a kutyák. In: A Nagy kilometrik, Helikon, 2007. (HU)
- Karácsonyi Zsolt, A margótól az argóig. In: Krónika, 2005. (HU)
- Orbán János Dénes, Merlin Claudiopolisban. In: Bréda, Antracit, Editore di libri Erdélyi Híradó / Előretolt Helyőrség], Cluj-Napoca, 2002, pp. 5–10.
- Király Farkas, A könyv címe: Nemo. In: Helikon, 23/ 2005.
- Király Farkas, A mito-kán most rábeszél. In: Helikon, 28/ 2005.
- Martos Gábor, Marsallbot a hátizsákban. A Forrás harmadik nemzedéke. Editore di libri Erdélyi Híradó Könyv- és Lapkiadó. Cluj-Napoca, 1994. Cf. Bréda Ferenc, pp. 42–49, pp. 190–192, p. 211, p. 228, p. 272, p. 278.
- Szántai János, Jelenés Dívával, Dévával. In: Székelyföld, 2008.
- Martos Gábor, Éjegyenlőség. Írások az erdélyi magyar irodalomról. Editore di libri Erdélyi Híradó Könyv- és Lapkiadó, Cluj-Napoca, 2000.
- Martos Gábor, Volt egyszer egy Fellegvár. Cf. Bréda Ferenc. In: A Fellegvár 99 számának névmutatója, p. 96., pp. 48–71., pp. 71–95. Editore di libri Erdélyi Híradó Könyv- és Lapkiadó, Cluj-Napoca, 1994. (HU)
- Szalai Zsolt, Bréda, Antracit. In: www. szepirodalmifigyelo.hu
- Pál Edit Éva, Tudatskalpok és az irodalom. In: www. transindex.ro
- Vári Csaba és Sipos Zoltán, Bréda Ferenc, aki Mumu forever. In: www. transindex.
- Ovidiu Pecican, Ființã și Teatru. Teatrul de umbre al luminii. In: Tribuna, nr. 69., 16-31 iulie, 2005. p. 7. (RO)
- Laura Pavel, Teatru - farsă și adevăr? In: Contemporanul-Ideea europeană, XV., nr. 8, 2004. (románul)[4]
- Mircea Arman, Scrisori despre comicul existențial. In: Jurnalul Literar, ianuarie-februarie 2007, p. 23. (RO)
- Grațian Cormoș, Trãind în post-istorie, fãrã iluzii. In: Tribuna, nr. 96, 1-15 septembrie 2006. (RO)
- Mihai Borșoș, Democrația și omenescul. In: Tribuna, 2008. november 16-30/ 149, p. 6. (RO)
- Egyed Emese, Exilium: Expositio. In: Bretter György Irodalmi Kör, Kolozsvár, 2008 (HU)
- Miklós Ágnes Kata, A szóértés feltételei. Nemzedékváltási problémák a hetvenes évek romániai magyar irodalmában. Tanulmány. 312 old. Szerkesztette Balázs Imre József. Borítóterv: Könczei Elemér. Komp-Press Kiadó, Kolozsvár, pp. 211–214 (3. 2. 2. Szerepfelfogás a kritikában – a többiek és Bréda Ferenc), 2010. ISBN 9789731960210 (HU)
- Ștefan Manasia, Învățăturile magistrului François. Oglinda Ochiului, Speculum Spectationis, Cluj, Editura Eikon, 2010. In: Tribuna, nr. 207, 16-30 aprilie 2011, p. 5. (RO)  [5]
- Ani Bradea, Cluj-Huedin sau Paris-Coulommiers e exact același lucru pe la șase dimineața. De vorbă cu François Bréda. In: Tribuna, nr. 279, 16-30 aprilie 2014, p. 12-13. (RO)
- Egyed Péter, Irodalmi rosta. Kritikák, esszék, tanulmányok (1976-2014). Polis Könyvkiadó, Kolozsvár, 2014, pp. 129, 220, 233, 599, 647. ISBN 9786065420496 (HU)
- Vasile Muscă, Magiștri și discipoli. Lui François Breda la a 60-a aniversare. In: Tribuna, nr. 325, 16-30 aprilie 2016, p. 18-19. (RO)
- Ștefan Manasia, 19 ianuarie 2016: O zi pe gustul lui François. In: Tribuna, nr. 325, 16-30 aprilie 2016, p. 19. (románul)
- Valentin Trifescu, Metode de supraviețuire în filosofia lui François Bréda. In: Tribuna, nr. 346, 1-15 februarie 2017, p. 8-9. (RO)
- Karácsonyi Zsolt, A szerző mint mű és közöttiség. Egy lehetséges létmód alapvonalai. In: Karácsonyi Zsolt, A gép, ha visszanéz. Mítosz - Média - Színház. Kritikák, tanulmányok. Orpheusz kiadó, Budapest, 2017, pp. 82–92. ISBN 9789639809802 (HU)
- Metamorfoze ale identităţii de margine. Volum dedicat lui François Bréda. Coordonatori: Valentin Trifescu, Lóránd Boros, Vali Ilyes, Anca Elisabeta Tatay, Ana-Magdalena Petraru, Georgiana Medrea Estienne. Presa Universitară Clujeană, Cluj-Napoca, 2016 ISBN 9786063700934 (RO, HU, FR, EN)  (IT)